# Chileense parlementsverkiezingen 1965
De Chileense parlementsverkiezingen van 1965 vonden op 7 maart van dat jaar plaats. In de Kamer van Afgevaardigden werd de Partido Demócrata Cristiano de grootste evenals in de Senaat.

## Uitslagen

### Kamer van Afgevaardigden
| Partij                              | Afkorting                           | Stemmen   | Percentage | Zetels | Verschil | Alliantie |
| ----------------------------------- | ----------------------------------- | --------- | ---------- | ------ | -------- | --------- |
| Vanguardia Nacional del Pueblo      | VNP                                 | 5.637     | 0,25%      | 0      |          |           |
| Partido Conservador Unido           | PCU                                 | 121.882   | 5,34%      | 3      | 14       |           |
| Partido Radical                     | PR                                  | 312.912   | 13,71%     | 20     | 19       |           |
| Acción Nacional                     | AN                                  | 15.173    | 0,66%      | 0      |          |           |
| Comandos Populares                  | CP                                  | 3.121     | 0,14%      | 0      | Stabiel  |           |
| Democracia Agrario Laborista        | DAL                                 | 22.554    | 0,99%      | 0      |          |           |
| Partido Comunista                   | PCCh                                | 290.635   | 12,73%     | 18     | 2        | FRAP (36) |
| Partido Democrático                 | PDo                                 | 21.518    | 0,94%      | 0      | Stabiel  | FRAP (36) |
| Partido Socialista                  | PS                                  | 241.593   | 10,58%     | 15     | 3        | FRAP (36) |
| Partido Democrático Nacional        | PADENA                              | 74.583    | 3,27%      | 3      | 9        | FRAP (36) |
| Partido Demócrata Cristiano         | PDC                                 | 995.187   | 43,60%     | 82     | 59       |           |
| Partido Liberal                     | PL                                  | 171.979   | 7,53%      | 6      | 22       |           |
| Onafhankelijken                     | Ind.                                | 5.669     | 0,25%      | 0      | Stabiel  |           |
| Totaal aantal geldige stemmen       | Totaal aantal geldige stemmen       | 2.282.443 | 97,00%     |        |          |           |
| Ongeldige stemmen en blanco stemmen | Ongeldige stemmen en blanco stemmen | 70.680    | 3,00%      |        |          |           |
| Totaal uitgebrachte stemmen         | Totaal uitgebrachte stemmen         | 2.353.123 | 100%       |        |          |           |

### Senaat
- 20 van de 45 zetels verkiesbaar

| Partij | Percentage | Zetels | Zeteltotaal |
| ------ | ---------- | ------ | ----------- |
| PDC    | 47,84%     | 11     | 13          |
| PCU    | 7,26%      | 0      | 2           |
| PS     | 11,15%     | 3      | 7           |
| PCCh   | 10,73%     | 2      | 6           |
| AN     | 4,18%      | 0      | 0           |
| DAL    | 0,58%      | 0      | 0           |
| VNP    | 2,82%      | 1      | 1           |
| PADENA | 2,02%      | 1      | 1           |
| PR     | 12,94%     | 3      | 10          |
| PL     | 3,30%      | 0      | 5           |
| Totaal | 100%       | 25     | 40          |